# خولن لوبته
خولن لوبته (انگلیسی: Julen Lobete؛ زادهٔ ۱۸ سپتامبر ۲۰۰۰) بازیکن فوتبال اهل اسپانیا است. او در پست وینگر چپ برای اف سی آندورا به صورت قرضی از سلتاویگو بازی می‌کند.
وی همچنین در تیم ملی فوتبال زیر ۲۱ سال اسپانیا بازی کرده‌است.